# Ulrich Viefers
Ulrich Viefers (ur. 26 maja 1972) – niemiecki wioślarz. Srebrny medalista olimpijski z Atlanty.
Zawody w 1996 były jego jedynymi igrzyskami olimpijskimi. Po medal sięgnął w ósemce. W 1993 wywalczył brązowy medal mistrzostw świata w czwórce ze sternikiem.